# Янагидзава, Кэйта
Кэ́йта Янагидза́ва (яп. 柳沢 敬太; род. 15 июня 1981) — японский кёрлингист.
В составе мужской сборной Японии участник двух чемпионатов мира, пяти Тихоокеанско-азиатских чемпионатов и турнира по кёрлингу на зимних Азиатских играх 2003. Четырёхкратный чемпион Японии среди мужчин.
В основном играет на позиции первого.

## Достижения
- Тихоокеанско-азиатский чемпионат по кёрлингу: золото (2001), бронза (2000, 2002, 2004).
- Зимние Азиатские игры: серебро (2003).
- Чемпионат Японии по кёрлингу среди мужчин: золото (2000, 2001, 2002, 2003), серебро (1999).

## Команды
| Сезон   | Четвёртый        | Третий             | Второй             | Первый             | Запасной                                                               | Турниры                                            |
| ------- | ---------------- | ------------------ | ------------------ | ------------------ | ---------------------------------------------------------------------- | -------------------------------------------------- |
| 1996—97 | Макото Цуруга    | Хироаки Касиваги   | Дзюн Накаяма       | Кадзуто Янагидзава | Кэйта Янагидзава                                                       | ЧМЮ 1997 (4 место)                                 |
| 1998—99 | Хироаки Касиваги | Дзюн Накаяма       | Кадзуто Янагидзава | Кэйта Янагидзава   | Таканори Итимура тренер: Глен Джексон (ЧМЮ)                            | ЧМЮ 1999 (7 место) · ЧЯМ 1999                      |
| 1999—00 | Хироаки Касиваги | Кадзуто Янагидзава | Таканори Итимура   | Кэйта Янагидзава   | Юки Иноуэ тренеры: Акинори Касиваги (ЧМЮ, ЧМ), Kazuyuki Tsuchiya (ЧМЮ) | ЧМЮ 2000 (5 место) · ЧЯМ 2000 · ЧМ 2000 (10 место) |
| 2000—01 | Хироаки Касиваги | Кадзуто Янагидзава | Таканори Итимура   | Кэйта Янагидзава   | Дзюн Накаяма                                                           | ТАЧ 2000                                           |
| 2000—01 | Хироаки Касиваги | Кадзуто Янагидзава | Дзюн Накаяма       | Кэйта Янагидзава   | Юсукэ Мородзуми тренер: Акинори Касиваги                               | ЧМЮ 2001 (6 место)                                 |
| 2000—01 | Хироаки Касиваги | Кадзуто Янагидзава | Дзюн Накаяма       | Кэйта Янагидзава   | Таканори Итимура                                                       | ЧЯМ 2001                                           |
| 2001—02 | Хироаки Касиваги | Кадзуто Янагидзава | Дзюн Накаяма       | Кэйта Янагидзава   | Таканори Итимура тренер: Акинори Касиваги (ЧМ)                         | ТАЧ 2001 · ЧЯМ 2002 · ЧМ 2002 (9 место)            |
| 2002—03 | Хироаки Касиваги | Кадзуто Янагидзава | Дзюн Накаяма       | Кэйта Янагидзава   | Таканори Итимура тренер: Акинори Касиваги (ТАЧ)                        | ТАЧ 2002 · ЧЯМ 2003                                |
| 2002—03 | Хироаки Касиваги | Кэйта Янагидзава   | Дзюн Накаяма       | Кадзуто Янагидзава | Таканори Итимура                                                       | ЗАИ 2003                                           |
| 2003—04 | Хироаки Касиваги | Дзюн Накаяма       | Таканори Итимура   | Кэйта Янагидзава   | Акинори Касиваги тренер: Уэйн Мэттьюсон                                | ТАЧ 2003 (4 место)                                 |
| 2004—05 | Хироаки Касиваги | Дзюн Накаяма       | Кэйта Янагидзава   | Таканори Итимура   | Кэйта Сато тренеры: Акинори Касиваги, Кит Райли                        | ТАЧ 2004                                           |

(скипы выделены полужирным шрифтом)